# Campolina
Der Campolina ist eine brasilianische Pferderasse, die ihren Namen Cassiano Campolina, einem Landwirt in Entre Rios de Minas, Bundesstaat Minas Gerais, verdankt.

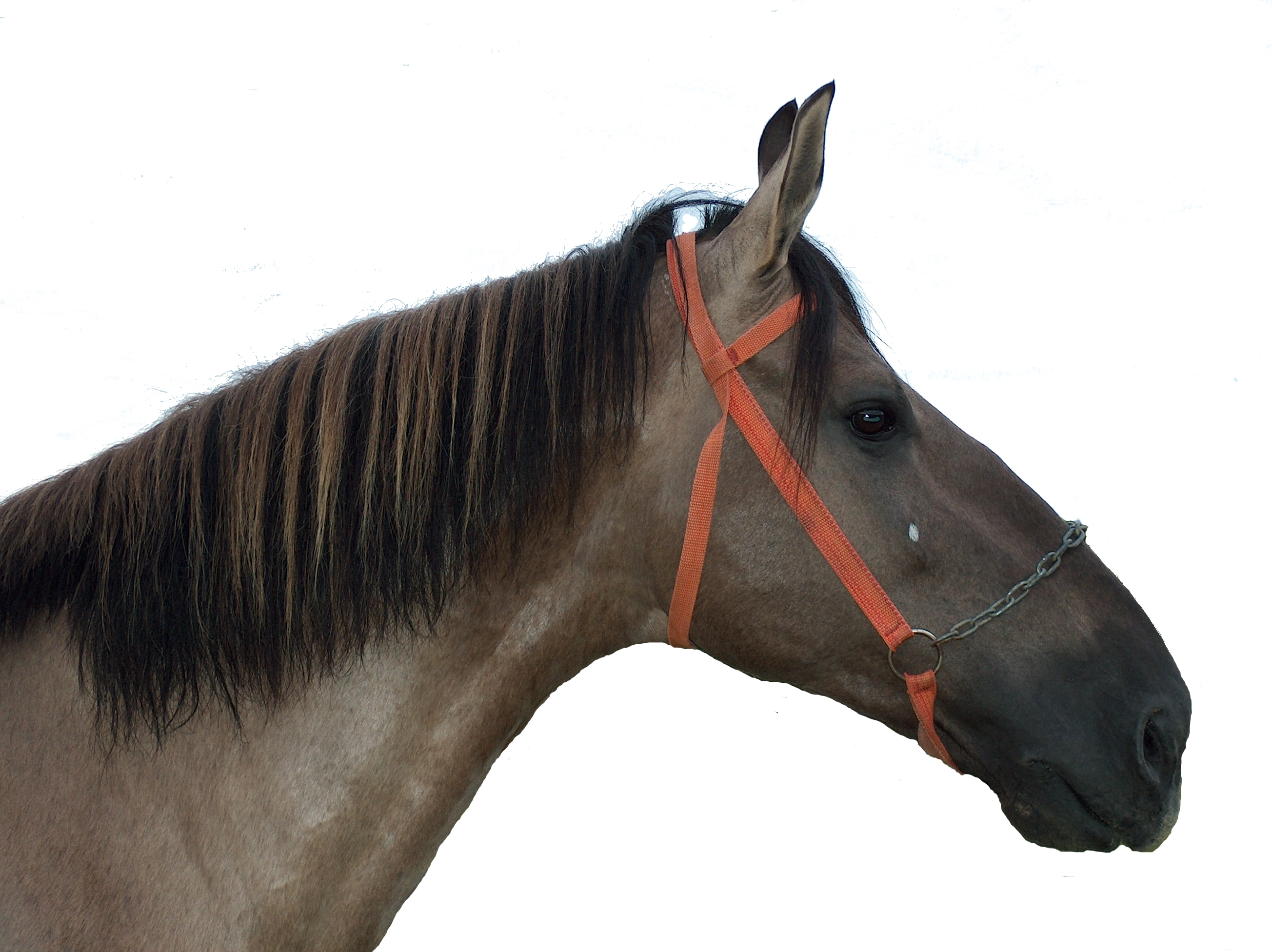
Der vom Züchterverband als ideal empfundene Kopf beim Campolinapferd

Hintergrundinformationen zur Pferdebewertung und -zucht finden sich unter: Exterieur, Interieur und Pferdezucht.

## Exterieur
Das Stockmaß beträgt 150–160 cm. Bei den Fellfarben überwiegen gelbbraun, braun, schwarz und weiß, aber es kommen alle Fellfarben vor.

## Interieur
Ein äußerst freundliches und sehr sanftes Pferd, das auch für Reitanfänger geeignet ist. Die Pferde sind unkompliziert und in sich gefestigt.

## Zuchtgeschichte
Im Jahre 1870 erhielt Cassiano Campolina, Landwirt der Fazenda (= Farm) Tanque in Entre Rios, von einem Freund eine schwarze Berberstute namens Medéia, die er mit einem Andalusierhengst kreuzte, welcher seinem Eigentümer, Mariano Procópio, von Kaiser Pedro II. geschenkt worden war.  
Das aus dieser Kreuzung geborene Hengstfohlen war dunkelgrau und erhielt den Namen Monarca. Monarca gilt als der Begründungshengst der Campolinarasse. Er starb 1895. Die Rassen, die Campolina ab dieser Kreuzung in seine Pferdeherde hineinzüchtete waren Anglo-Normanne, Clydesdale, Holsteiner, American Saddle Horse und Mangalarga Marchador. Letztere sollten die Campolina-Zucht verfeinern. Cassiano Campolina starb 1909. Seine Pferdezucht jedoch, die zur Campolinarasse führen sollte, wurde von Mitarbeitern, insbesondere von Joaquim Resende, durch Kreuzungen mit Criollos, Marchadors und schlussendlich mit englischen Vollblütern weiter verfeinert.
Ein Zuchtbuch wurde 1934 geöffnet und der Zuchtstandard festgelegt. 1938 wurde der Campolinapferdezüchterverband gegründet, der seit 1951 und mit Sitz in Belo Horizonte, seinen heutigen Namen, Associação Brasileira dos Criadores do Cavalo Campolina, trägt. 1975 und 1993 wurden die Zuchtstandards erneuert. Heute sind ungefähr 85.000 Campolinapferde und etwas mehr als 7.300 Campolinapferdezüchter beim Verband eingetragen.